# Congregação dos Irmãos da Misericórdia de Maria Auxiliadora
Congregação dos Irmãos da Misericórdia de Maria Auxiliadora (FMMA; em latim Fratrum Misericordiae Maria Auxiliatrice) é uma congregação masculina da Igreja Católica, fundada pelo bem-aventurado Pedro Friedhofen, em 21 de junho, de 1850, em Trier, Alemanha. Visa a competência profissional na área da saúde e assistência social, evangelizando e cuidando dos doentes.

## A Ordem

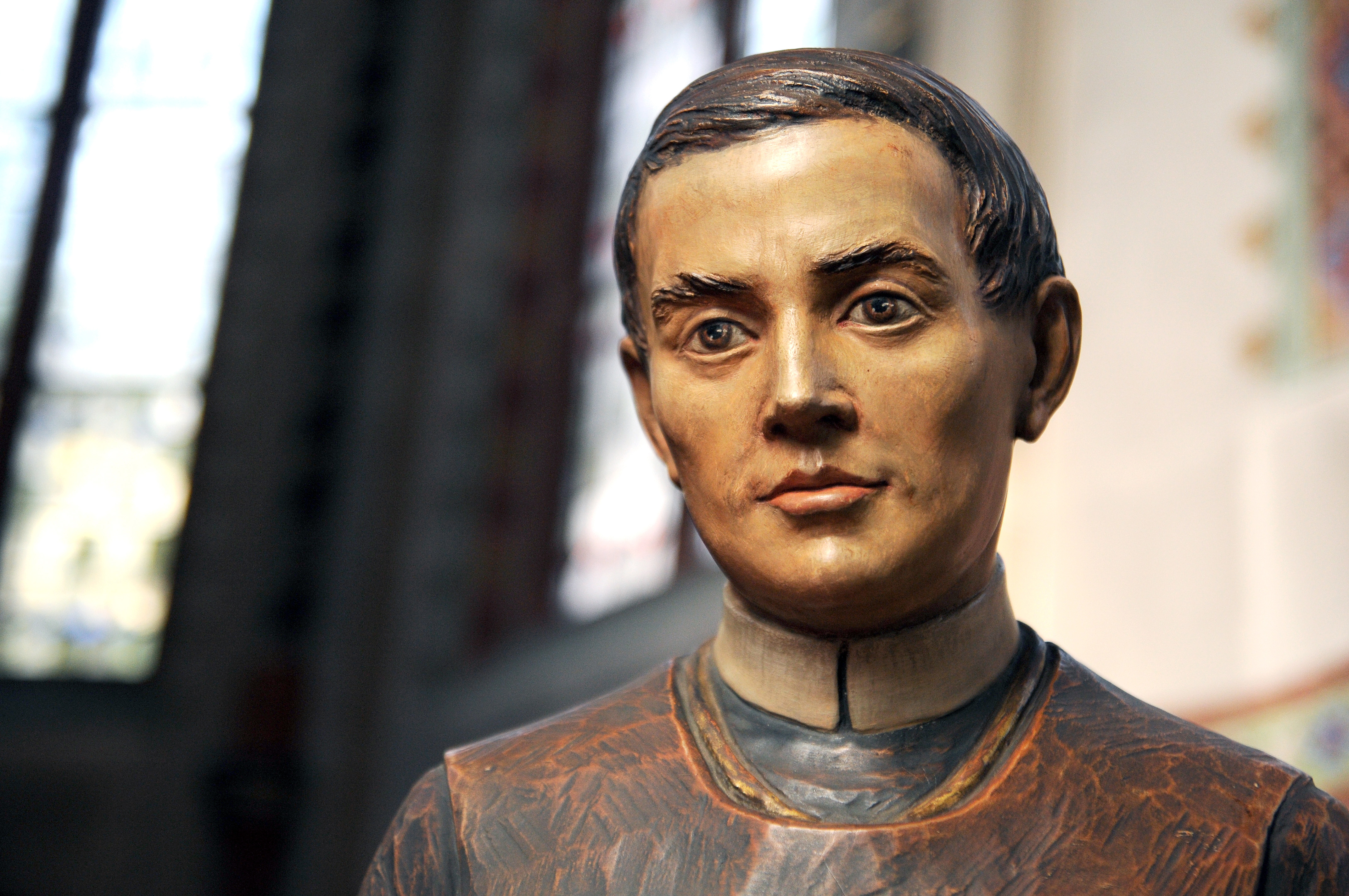
Beato Pedro Friedhofen.

A Congregação Congregação dos Irmãos da Misericórdia de Maria Auxiliadora é uma ordem católica, que vive de acordo com a Regra de Santo Agostinho. Além disso, possuem regras próprias, pelas quais orientam-se na vida comunitária.
Foi fundada em 1850, em 21 de junho, por Pedro Friedhofen, hoje beatificado. A pobreza, doença e as grandes necessidades sociais deste tempo foram os principais fatores para a fundação da ordem na época.
Os congregados se chamam »Irmãos da Misericórdia«, por causa das obras de misericórdia que realizam com os doentes. O patronato de Nossa Senhora Auxiliadora é devido a devoção e expressa vontade do fundador.
Hoje, os Irmãos da Misericórdia de Maria Auxiliadora vivem e trabalham em países como:
Alemanha: Trier, Zemmer em Eifel, Safig, Koblenz, Bonn, Rilchingen (Saarland), Freiburg, Paderborn.
Suiça: Oberwil-Zug, Lucerne, St. Gall.
Luxemburgo: Luxemburgo.
França: Straßbourg.
Itália: Roma.
Brasil: Maringá.
Ásia: Malásia e Cingapura.
Os três votos: de pobreza, castidade e obediência são o cerne da vida religiosa, que junto com a meditação diária sobre a leitura bíblica, os textos religiosos, a oração pessoal, o silêncio e meditação e a prática de caridade e misericórdia, que junto aos doentes e necessitados, fazem o dia-a-dia da ordem.
O símbolo da Congregação é a letra M que sustém uma Cruz sobre uma barra horizontal entrelaçada nos braços do M.
M de Maria, Mãe de Jesus e a Cruz símbolo de Cristo.

## No Brasil

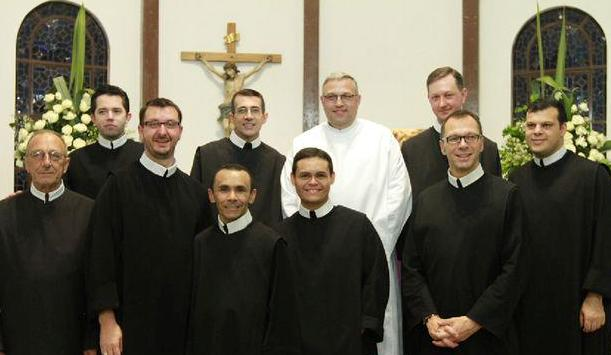
Irmãos da Misericórdia de Maria Auxiliadora, de Maringá. Conhecidos como irmãos da Santa Casa.

No Brasil, a congregação tem sede em Maringá, no Paraná. Os Irmãos da Misericórdia de Maria Auxiliadora, zelam pela espiritualidade e administração do Hospital Santa Casa de Maringá. Além de contar com o Convento São Luiz Gonzaga e a casa de formação Beato Pedro Friedhofen.
Em Maringá, a Congregação conta também com uma 3ª Ordem, chamada Filhos da Misericórdia, Oblatos, homens e mulheres cristãos católicos, que buscam com sinceridade e honestidade viver a sua fé, de acordo com a espiritualidade do Bem Aventurado Pedro Friedhofen, contribuem também em ações de evangelização, obras de misericórdia e de piedade.